# مبرهنة الأعداد الأولية
في نظرية الأعداد، مبرهنة الأعداد الأولية (بالإنكليزية: Prime number theorem) هي نتيجة تهم كثافة توزيع الأعداد الأولية. حيث صاغت في شكل رياضي مُحْكّم الفكرة القائلة بأن الأعداد الأولية تصبح نادرة كلما تقدمنا في خط الأعداد، عن طريق تحليل تقارب الدالة المعدة للأعداد الأولية بتعبيرات معينة.
جاء بالبرهان على هذه المبرهنة كل من العالمين الفرنسي جاك هادامار والبلجيكي شارل جون دو لا فالي بوسان في عام 1896، ممددين بذلك أفكارا أبدعهن عالم الرياضيات الألماني ريمان (خصوصا فيما يتعلق بدالة زيتا لريمان).

## نص المبرهنة

رسم بياني يبين النسبة بين الدالة المعدة للأعداد الأولية من جهة ومن جهة ثانية، تقريبان لها هما, و. كلما كبرت قيمة x (لاحظ أن محور الأفاصيل x هو محمور لوغارتمي)، كلا النسبتين يؤول إلى الواحد. تؤول النسبة من الفوق بشكل بطيىء، بينما النسبة فتؤول بشكل سريع ومن التحت.

رسم بياني يقارن (π(x (باللون الأحمر) وx / ln x (باللون الأخضر) و(Li(x (باللون الأزرق)

نعرف لكل عدد حقيقي موجب {\displaystyle x}، {\displaystyle \pi (x)} الدالةَ المعدةَ للأعداد الأولية الأصغر من {\displaystyle x}. مبرهنة الأعداد الأولية هي كالآتي:
{\displaystyle \lim _{x\to \infty }{\frac {\pi (x)}{x/\ln x}}=1}
باستخدام الرمز {\displaystyle \sim } يمكن التعبير عن هذه المبرهنة كالآتي:
{\displaystyle \pi (x)\sim {\frac {x}{\ln(x)}}}
حيث {\displaystyle \ln(x)}هو اللوغارتم الطبيعي ; بالنسبة ل {\displaystyle \sim }, انظر مفهوم لاندو.

## تاريخ البرهان
حدس عالم الرياضيات الفرنسي أدريان ماري ليجاندر في عام 1797 أو 1798 أن {\displaystyle \pi (a)} تقترب من الدالة {\displaystyle {\frac {a}{A\log a+B}}} حيث {\displaystyle A} و {\displaystyle B} هم ثوابت غير محددة. اعتمد في ذلك على لوائح أقامهن العالمان أنتون فيلكل ويوري فيغا. في الطبعة الثانية لكتابه حول نظرية الأعداد نشرت عام 1808، أعطى ليجاندر حدسية أكثر دقة حيث A = 1 و B = −1.08366.
نشر عالم الرياضيات الروسي بافنوتي تشيبيشيف بين عام 1848 و1850 مقالين، حاول فيهما البرهان على هذه الحدسية. يُذكر عمله هذا نظرا لاحتوائه على دالة ζ(s) مطبقةً على أعداد حقيقية، مقتديا في ذلك بأعمالٍ لليونهارد أويلر قام بهن في عام 1737.
لم يستطع تشيبيشيف البرهان على هذه الحدسية بشكل كامل، ولكنه برهن على شكل ضعيف منها، هو إنه إذا كانت نهاية {\displaystyle {\frac {\pi (x)}{x/\log x}}} عندما يؤول {\displaystyle x} إلى ما لا نهاية موجودة، فإن هذه النهاية تساوي حتما واحدا.
واحدة من أهم أعمال ريمان هي ورقته التي تتعلق بتوزيع الأعداد الأولية التي نشرت عام 1859، بعنوان «حول عدد الأعداد الأولية الأقل من حجم معين»، وهي الورقة الوحيدة التي كتبها في نظرية الأعداد. قدم ريمان أفكارًا جديدة في هذا الموضوع، خاصة أن توزيع الأعداد الأولية مرتبط ارتباطًا وثيقًا بأصفار دالة زيتا لريمان الموسعة تحليليًا لمتغير مركب. على وجه الخصوص، في هذه الورقة نشأت فكرة تطبيق طرق التحليل المركب لدراسة الدالة {\displaystyle \pi (x)}.
رغم أن تشيبيشيف لم يستطع البرهان على مبرهنة الأعداد الأولية، إلا أن أعماله كانت كافية من أجل البرهان على مسلمة بيرتراند والتي تنص على أنه يوجد على الأقل عدد أولي واحد بين عدد ما وضعفه كلما كان هذا العدد أكبر من اثنين.

## منهجية البرهان

### عدم انعردام دالة زيتا على المستقيمRe(s) = 1
{\displaystyle \zeta (s)=\prod _{p}{\frac {1}{1-p^{-s}}}}
{\displaystyle \log \zeta (s)=-\sum _{p}\log \left(1-p^{-s}\right)=\sum _{p,n}{\frac {p^{-ns}}{n}}\;.}
ليكن s = x + iy. إذن:
لاحظ المتطابقة التالية:
{\displaystyle 3+4\cos \phi +\cos 2\phi =2(1+\cos \phi )^{2}\geq 0\;,}
{\displaystyle \left|\zeta (x)^{3}\zeta (x+iy)^{4}\zeta (x+2iy)\right|=\exp \left(\sum _{n,p}{\frac {3+4\cos(ny\log p)+\cos(2ny\log p)}{np^{nx}}}\right)\geq 1}

## لائحة قيم (π(x و (x/ln(x و (li(x
انظر الجدول:
| x                                      | (π(x                          | π(x) − x / ln x            | π(x) / (x / ln x) | (li(x) − π(x   | (x/π(x |
| -------------------------------------- | ----------------------------- | -------------------------- | ----------------- | -------------- | ------ |
| 10                                     | 4                             | −0.3                       | 0.921             | 2.2            | 2.500  |
| 102                                    | 25                            | 3.3                        | 1.151             | 5.1            | 4.000  |
| 103                                    | 168                           | 23                         | 1.161             | 10             | 5.952  |
| 104                                    | 1,229                         | 143                        | 1.132             | 17             | 8.137  |
| 105                                    | 9,592                         | 906                        | 1.104             | 38             | 10.425 |
| 106                                    | 78,498                        | 6,116                      | 1.084             | 130            | 12.740 |
| 107                                    | 664,579                       | 44,158                     | 1.071             | 339            | 15.047 |
| 108                                    | 5,761,455                     | 332,774                    | 1.061             | 754            | 17.357 |
| 109                                    | 50,847,534                    | 2,592,592                  | 1.054             | 1,701          | 19.667 |
| 10                                     | 455,052,511                   | 20,758,029                 | 1.048             | 3,104          | 21.975 |
| 1011                                   | 4,118,054,813                 | 169,923,159                | 1.043             | 11,588         | 24.283 |
| 1012                                   | 37,607,912,018                | 1,416,705,193              | 1.039             | 38,263         | 26.590 |
| 1013                                   | 346,065,536,839               | 11,992,858,452             | 1.034             | 108,971        | 28.896 |
| 1014                                   | 3,204,941,750,802             | 102,838,308,636            | 1.033             | 314,890        | 31.202 |
| 1015                                   | 29,844,570,422,669            | 891,604,962,452            | 1.031             | 1,052,619      | 33.507 |
| 1016                                   | 279,238,341,033,925           | 7,804,289,844,393          | 1.029             | 3,214,632      | 35.812 |
| 1017                                   | 2,623,557,157,654,233         | 68,883,734,693,281         | 1.027             | 7,956,589      | 38.116 |
| 1018                                   | 24,739,954,287,740,860        | 612,483,070,893,536        | 1.025             | 21,949,555     | 40.420 |
| 1019                                   | 234,057,667,276,344,607       | 5,481,624,169,369,960      | 1.024             | 99,877,775     | 42.725 |
| 1020                                   | 2,220,819,602,560,918,840     | 49,347,193,044,659,701     | 1.023             | 222,744,644    | 45.028 |
| 1021                                   | 21,127,269,486,018,731,928    | 446,579,871,578,168,707    | 1.022             | 597,394,254    | 47.332 |
| 1022                                   | 201,467,286,689,315,906,290   | 4,060,704,006,019,620,994  | 1.021             | 1,932,355,208  | 49.636 |
| 1023                                   | 1,925,320,391,606,803,968,923 | 37,083,513,766,578,631,309 | 1.020             | 7,250,186,216  | 51.939 |
| موسوعة المتتاليات الصحيحة على الإنترنت | قالب:OEIS link                | قالب:OEIS link             |                   | قالب:OEIS link |        |

## نتائج
احسن نتيجة تقريبية، هي تحسين للخطأ، معطاة بالصيغة التالية:
{\displaystyle \pi (x)={\rm {Li}}(x)+O\left(xe^{-{\frac {\sqrt {\ln(x)}}{15}}}\right)}
لقيم كبيرة ل {\displaystyle x} ({\displaystyle {\rm {Li}}} هي دالة التكامل اللوغاريتمي).
مبرهنة الأعداد الأولية تعطي معلومات حول العدد الأولي النوني، بحيث:
{\displaystyle p_{n}\sim n\ln(n).}
كما يمكن استنتاج ان الاحتمالية كون عدد طبيعي n عشوائي عدد أولي هو حوالي {\displaystyle {\frac {1}{\ln(n)}}}.
حدست مبرهنةَ الأعداد الأولية عالمُ الرياضيات الألماني كارل فريدريش جاوس عام 1792 عندما كان عمره 15 سنة وأدريان ماري ليجاندر عام 1798. وبرهن عليها جاك هادامار وشارل جون دو لا فالي بوسان عام 1896.
البرهان يستخدم بعض طرق التحليل العقدي، وبخاصة دالة زيتا.
بسبب العلاقة الموجودة بين دالة زيتا و{\displaystyle \pi (x)}, فرضية ريمان ذات اعتبار مهم مبرهنة الأعداد: إذا تم البرهنة عليها، ستعطي احسن تنبؤ بنسبة الخطأ الناتجة عن مبرهنة الأعداد الأولية
هلغ فون كوخ في 1901 بين، بكيفية أدق، إذا كانت فرضية ريمان صحيحة، نسبة الخطأ تتحسن بالصيغة التالية:
{\displaystyle \pi (x)={\rm {Li}}(x)+O\left({\sqrt {x}}\ln(x)\right)}